# Rhyacophila borcka
Rhyacophila borcka är en nattsländeart som beskrevs av Füsun Sipahiler 1996. Rhyacophila borcka ingår i släktet Rhyacophila och familjen rovnattsländor. Inga underarter finns listade i Catalogue of Life.